# École des étangs
L’école communale no 5 appelée aussi école des étangs est un établissement scolaire primaire comportant un jardin d’enfants situé dans la commune d’Ixelles en Belgique.

## Architecte
Léopold Delbove est un architecte belge, né à Charleroi en 1848 et mort à Ixelles en 1938 il fut un membre fondateur et par la suite président de la Société Centrale d’Architecture en Belgique (SCAB). Il réalisa aussi plusieurs maisons privées à Ixelles notamment avenue Legrand au numéro 57, 59, 61, 63 ainsi que sa maison personnelle. En 1895, il devint échevin des travaux publics, administrateur de la société des habitations de la commune d’Ixelles et membre du bureau administratif de l’École des Art d’Ixelles.
Léopold Delbove aida dans la réalisation des plans de l’Athénée d’Ixelles et conçut ceux de l’école des étangs dans un style éclectique. Une extension se rajouta en 1902 dans le même style. En hommage à son travail, une rue à Ixelles lui est dédiée.

## Description du bâtiment
L’école des étangs est une école communale à Ixelles construite entre 1881 et 1883 comportant une section primaire et une section jardin d’enfants. Dans un style néo-Renaissance flamande, cette école en briques rouges se dresse sur deux niveaux de salles de classe autour d'un préau central. L'établissement possède une cour avant et une cour arrière.  

## Histoire de l'école

### Contexte historique
La Belgique se trouve dans un contexte d’expansion démographique, voyant la population augmenter. La commune d’Ixelles qui compte plus de mille élèves à la rentrée scolaire de 1863, voit doubler son nombre d’élèves en dix ans. Grâce à l’augmentation de la population ainsi que par la prise de décision de la Ligue de l’Enseignement pour la Propagation de l’Instruction publique gratuite, fondée par les Libéraux, qui espèrent voir les parents envoyer leur enfant à l’école dans un temps où l’école n’était pas obligatoire. L’architecture scolaire laïque vise à être en harmonie avec la modernité. À cette époque, l'Homme considère les sciences et les techniques comme primordiales à son émancipation. Ces mêmes libéraux voient dans la construction de nouvelles écoles, la matérialisation de leurs idéaux. 

### Création de l’école
À partir des années 1860, des écoles vont voir le jour dans un style néoclassique. Avec Léopold Delbove, cela change et en 1874, le long de l’avenue des Éperons d’Or, la Commune d’Ixelles acquiert des biens immobiliers dans le but d’'édifier une école. Celle-ci sera construite dans un style éclectique de type Louis XIII. L’École des étangs se construit à l’angle de l’avenue des Éperons d’Or et de l’avenue Guillaume Macau, la construction commence dès 1881. L'architecte conçoit les plans d’une école qui aura une capacité de neuf cents élèves en divisant l’établissement en deux. D’un côté se trouvent les filles (façade vers la rue A de Witte) et de l’autre les garçons (façade vers l’avenue des Éperons d’or). 
Si l’architecture néo-Renaissance italienne et néo-Renaissance française ont fort marqué le règne de Léopold Ier, en 1870, tout est différent : Le style néo-Renaissance flamand s'impose. Une architecture nationale nait de ce souffle nouveau et se développe dans le dernier quart du XIXe siècle. Inauguré en 1883, l’établissement fut considéré comme modèle de cette architecture nationale étant donné ses façades en briques rouges où les classes sont réunies autour d’un préau central comprenant une charpente métallique. Grâce à son succès l’école est vite agrandie. En 1902, une extension est construite à l’angle de l’avenue des Éperons d’Or et de Guillaume Macau comprenant un jardin d’enfants. Le 18 novembre 1976, le site des étangs d’Ixelles qui comprend l’école est classé au patrimoine.

## Description architecturale

### Façades
L’École des étangs est de style néo-renaissant flamand et est construite entre 1881 et 1883. Les façades avant et arrière sont en brique rouge et rehaussées d’éléments alliant pierre bleue et pierre blanche. L’établissement possède deux étages sauf l’avant-corps d’entrée de l’avenue des Éperons d’Or qui en compte un de plus. La façade avant comporte vingt travées dont trois vers l’avenue Macau rajoutées lors de l’extension de 1902. Les baies de la façade sont en arc surbaissé, celles des étages des avant-corps sont à meneau en pierre et celle de l’extension sont surlignées d’archivoltes. Des pilastres viennent rythmer les travées, sur chaque niveau, ceux-ci sont ornés d’ancres. Les trois travées ajoutées en 1902 sont surmontées d’un fronton percé d’un oculus. La façade latérale est similaire à la façade avant, elle diffère par son nombre de travées. Elle est composée de neuf travées dont quatre aveugles, deux sur chaque extrémité. Le tout est surmonté d’un double fronton qui va de bout en bout de la façade. Ce double fronton est orné de l’inscription « Ecole Communale ». Plus tard, un bâtiment de plain-pied fut ajouté devant celui-ci. Une grande cour entourée d'un mur devance chaque façade.

### Plan
Élaboré sur un plan rectangulaire, le bâtiment originel s’élève sur deux niveaux de classe qui entoure un préau, lui-même couvert d’un plafond en bois à fermes métalliques et qui profite d’un éclairage zénithal. Cet agencement est emprunté à l’architecture fonctionnelle et hygiéniste de l’école modèle de la Ligue de l’Enseignement crée en 1873.

### Archives
- ACI/TP 24 farde 162 Écoles primaires 5 et 6 et agrandissement.

### Ouvrages
- Michel Hainaut, Philippe Bovy, La commune d’Ixelles vous invite, Imprimerie communale d’Ixelles, Bruxelles, 2000 (A la découverte de l’histoire d’Ixelles, 8).
- Thierry Demey, Histoire des écoles bruxelloises, Ministère de la Région Bruxelles-Capitale, Bruxelles, 2005 (Bruxelles, Ville d'Art et d'Histoire, 39).
- Michel Hainaut, Philippe Bovy, Les étangs et l'Abbaye de la Cambre, Commune d'Ixelles, Bruxelles, 1998 (À la découverte de l'histoire d'Ixelles, 4).
- Paul Le Roy, Monographie de la commune d'Ixelles, Imprimerie Générale, Bruxelles, 1885.
- Le quartier des étangs d'Ixelles, Solibel Edition, Bruxelles, 1994 (Bruxelles, Ville d'Art et d'Histoire, 10).
- Victor-Gaston Martiny, La société centrale d’architecture de Belgique depuis sa fondation, (1872-1974), sn, Bruxelles, 1974.

- Léopold Delbove, École primaire communale à Ixelles. École mixte avec jardin d'enfants, av. des Éperons d'Or (1882), L'Émulation, 1890, pl. 18-19.
- Michel Hainaut, Une rue d'Ixelles porte leur nom, Mémoire d'Ixelles, 28, 1987, p. 31.